# Interlands Vietnamees voetbalelftal 2020-2029
Deze pagina toont een chronologisch en gedetailleerd overzicht van de interlands die het Vietnamees voetbalelftal speelt en heeft gespeeld in de periode 2020 – 2029.

## Interlands

### 2020
Het Vietnamees voetbalelftal speelde in 2020 geen interlands vanwege de coronacrisis in Azië. Alle geplande interlands in het kader van WK-kwalificatie werden meermaals verplaatst en uiteindelijk in juni 2021 gespeeld. Een vriendschappelijke wedstrijd tegen Kirgizië in maart werd geannuleerd.

### 2021
|                                                               |                  |       |            |                                                                                             |
| 31 mei Vriendschappelijk «onderlinge duels» 20:45 uur (UTC+4) | Jordanië         | 1 – 1 | Vietnam    | Khalid bin Mohammedstadion, Sharjah Toeschouwers: 0 Scheidsrechter: Adel Ali Al Naqbi (VAE) |
| 31 mei Vriendschappelijk «onderlinge duels» 20:45 uur (UTC+4) | Baha' Faisal 11' |       | 25' (e.d.) | Khalid bin Mohammedstadion, Sharjah Toeschouwers: 0 Scheidsrechter: Adel Ali Al Naqbi (VAE) |

|                                                                               |                                                                                   |       |           |                                                                                          |
| 7 juni WK 2022 kwalificatie Tweede ronde «onderlinge duels» 20:45 uur (UTC+4) | Vietnam                                                                           | 4 – 0 | Indonesië | Al-Maktoumstadion, Dubai (V.A.E.) Toeschouwers: 225 Scheidsrechter: Ahmed Al-Alili (KUW) |
| 7 juni WK 2022 kwalificatie Tweede ronde «onderlinge duels» 20:45 uur (UTC+4) | Nguyễn Tiến Linh 51' Nguyễn Quang Hải 62' Nguyễn Công Phượng 67' Vũ Văn Thanh 74' |       |           | Al-Maktoumstadion, Dubai (V.A.E.) Toeschouwers: 225 Scheidsrechter: Ahmed Al-Alili (KUW) |

|                                                                                |                      |       |                                              |                                                                                      |
| 11 juni WK 2022 kwalificatie Tweede ronde «onderlinge duels» 20:45 uur (UTC+4) | Maleisië             | 1 – 2 | Vietnam                                      | Al-Maktoumstadion, Dubai (V.A.E.) Toeschouwers: 335 Scheidsrechter: Ryuji Sato (JPN) |
| 11 juni WK 2022 kwalificatie Tweede ronde «onderlinge duels» 20:45 uur (UTC+4) | Guilherme 72' (pen.) |       | 27' Nguyễn Tiến Linh 82' (pen.) Quế Ngọc Hải | Al-Maktoumstadion, Dubai (V.A.E.) Toeschouwers: 335 Scheidsrechter: Ryuji Sato (JPN) |

|                                                                                |                                                            |       |                                            |                                                                          |
| 15 juni WK 2022 kwalificatie Tweede ronde «onderlinge duels» 20:45 uur (UTC+4) | V.A.E.                                                     | 3 – 2 | Vietnam                                    | Zabeelstadion, Dubai Toeschouwers: 1.355 Scheidsrechter: Ali Sabah (IRQ) |
| 15 juni WK 2022 kwalificatie Tweede ronde «onderlinge duels» 20:45 uur (UTC+4) | Ali Salmeen 32' Ali Mabkhout 40' (pen.) Mahmoud Khamis 50' |       | 85' Nguyễn Tiến Linh 90+3' Trần Minh Vương | Zabeelstadion, Dubai Toeschouwers: 1.355 Scheidsrechter: Ali Sabah (IRQ) |

|                                                                                   |                                                                               |       |                     |                                                                                                  |
| 2 september WK 2022 kwalificatie Derde ronde «onderlinge duels» 20:00 uur (UTC+3) | Saoedi-Arabië                                                                 | 3 – 1 | Vietnam             | Koning Saud Universiteitstadion, Riyad Toeschouwers: 8.331 Scheidsrechter: Ilgiz Tantasjev (UZB) |
| 2 september WK 2022 kwalificatie Derde ronde «onderlinge duels» 20:00 uur (UTC+3) | Salem Al-Dawsari 55' (pen.) Yasser Al-Shahrani 67' Saleh Al-Shehri 80' (pen.) |       | 3' Nguyễn Quang Hải | Koning Saud Universiteitstadion, Riyad Toeschouwers: 8.331 Scheidsrechter: Ilgiz Tantasjev (UZB) |

|                                                                                   |         |                 |           |                                                                                              |
| 7 september WK 2022 kwalificatie Derde ronde «onderlinge duels» 19:00 uur (UTC+7) | Vietnam | 0 – 1           | Australië | Mỹ Đình Nationaal Stadion, Hanoi Toeschouwers: 0 Scheidsrechter: Abdulrahman Al-Jassim (QAT) |
| 7 september WK 2022 kwalificatie Derde ronde «onderlinge duels» 19:00 uur (UTC+7) |         | 43' Rhyan Grant |           | Mỹ Đình Nationaal Stadion, Hanoi Toeschouwers: 0 Scheidsrechter: Abdulrahman Al-Jassim (QAT) |

|                                                                                 |                                          |       |                                     |                                                                                                 |
| 7 oktober WK 2022 kwalificatie Derde ronde «onderlinge duels» 21:00 uur (UTC+4) | China                                    | 3 – 2 | Vietnam                             | Sharjahstadion, Sharjah (V.A.E.) Toeschouwers: 0 Scheidsrechter: Mohammed Abdulla Mohamed (VAE) |
| 7 oktober WK 2022 kwalificatie Derde ronde «onderlinge duels» 21:00 uur (UTC+4) | Zhang Yuning 53' Wu Lei 75' Wu Lei 90+5' |       | 80' Hồ Tấn Tài 90' Nguyễn Tiến Linh | Sharjahstadion, Sharjah (V.A.E.) Toeschouwers: 0 Scheidsrechter: Mohammed Abdulla Mohamed (VAE) |

|                                                                                  |                                                                        |       |                      |                                                                                                |
| 12 oktober WK 2022 kwalificatie Derde ronde «onderlinge duels» 20:00 uur (UTC+4) | Oman                                                                   | 3 – 1 | Vietnam              | Sultan Qaboos Sports Complex, Muscat Toeschouwers: 9.123 Scheidsrechter: Adham Machadmeh (JOR) |
| 12 oktober WK 2022 kwalificatie Derde ronde «onderlinge duels» 20:00 uur (UTC+4) | Issam Al Sabhi 45+1' Mohsin Al-Khaldi 49' Salaah Al-Yahyaei 63' (pen.) |       | 39' Nguyễn Tiến Linh | Sultan Qaboos Sports Complex, Muscat Toeschouwers: 9.123 Scheidsrechter: Adham Machadmeh (JOR) |

|                                                                                   |         |               |       | |
| 11 november WK 2022 kwalificatie Derde ronde «onderlinge duels» 19:00 uur (UTC+7) | Vietnam | 0 – 1         | Japan | Mỹ Đình Nationaal Stadion, Hanoi Toeschouwers: 11.022 Scheidsrechter: Mohammed Abdulla Mohamed (VAE) |
| 11 november WK 2022 kwalificatie Derde ronde «onderlinge duels» 19:00 uur (UTC+7) |         | 17' Junya Ito |       | Mỹ Đình Nationaal Stadion, Hanoi Toeschouwers: 11.022 Scheidsrechter: Mohammed Abdulla Mohamed (VAE) |

|                                                                                   |         |                     |               |                                                                                         |
| 16 november WK 2022 kwalificatie Derde ronde «onderlinge duels» 19:00 uur (UTC+7) | Vietnam | 0 – 1               | Saoedi-Arabië | Mỹ Đình Nationaal Stadion, Hanoi Toeschouwers: 9.669 Scheidsrechter: Hanna Hattab (SYR) |
| 16 november WK 2022 kwalificatie Derde ronde «onderlinge duels» 19:00 uur (UTC+7) |         | 31' Saleh Al-Shehri |               | Mỹ Đình Nationaal Stadion, Hanoi Toeschouwers: 9.669 Scheidsrechter: Hanna Hattab (SYR) |

| Zuidoost-Aziatisch kampioenschap voetbal 2020 |
| --------------------------------------------- |

|                                                                                |      |                                         |         |                                                                                       |
| 6 december Zuidoost-Azië Cup 2020 Groep B «onderlinge duels» 20:00 uur (UTC+8) | Laos | 0 – 2                                   | Vietnam | Bishanstadion, Singapore Toeschouwers: 812 Scheidsrechter: Ahmad Yacoub Ibrahim (JOR) |
| 6 december Zuidoost-Azië Cup 2020 Groep B «onderlinge duels» 20:00 uur (UTC+8) |      | 26' Nguyễn Công Phượng 55' Phan Văn Đức |         | Bishanstadion, Singapore Toeschouwers: 812 Scheidsrechter: Ahmad Yacoub Ibrahim (JOR) |

|                                                                                 |                                                                  |       |          |                                                                                      |
| 12 december Zuidoost-Azië Cup 2020 Groep B «onderlinge duels» 20:00 uur (UTC+8) | Vietnam                                                          | 3 – 0 | Maleisië | Bishanstadion, Singapore Toeschouwers: 976 Scheidsrechter: Ahmed Faisal Al-Ali (JOR) |
| 12 december Zuidoost-Azië Cup 2020 Groep B «onderlinge duels» 20:00 uur (UTC+8) | Nguyễn Quang Hải 32' Nguyễn Công Phượng 36' Nguyễn Hoàng Đức 89' |       |          | Bishanstadion, Singapore Toeschouwers: 976 Scheidsrechter: Ahmed Faisal Al-Ali (JOR) |

|                                                                                 |           |       |         |                                                                               |
| 15 december Zuidoost-Azië Cup 2020 Groep B «onderlinge duels» 20:30 uur (UTC+8) | Indonesië | 0 – 0 | Vietnam | Bishanstadion, Singapore Toeschouwers: 928 Scheidsrechter: Kim Dae-yong (KOR) |
| 15 december Zuidoost-Azië Cup 2020 Groep B «onderlinge duels» 20:30 uur (UTC+8) |           |       |         | Bishanstadion, Singapore Toeschouwers: 928 Scheidsrechter: Kim Dae-yong (KOR) |

|                                                                                 |                                                                                 |       |          |                                                                                    |
| 19 december Zuidoost-Azië Cup 2020 Groep B «onderlinge duels» 17:30 uur (UTC+8) | Vietnam                                                                         | 4 – 0 | Cambodja | Bishanstadion, Singapore Toeschouwers: 909 Scheidsrechter: Yaqoob Abdul Baki (OMA) |
| 19 december Zuidoost-Azië Cup 2020 Groep B «onderlinge duels» 17:30 uur (UTC+8) | Nguyễn Tiến Linh 3' Nguyễn Tiến Linh 27' Bùi Tiến Dũng 55' Nguyễn Quang Hải 57' |       |          | Bishanstadion, Singapore Toeschouwers: 909 Scheidsrechter: Yaqoob Abdul Baki (OMA) |

|                                                                                      |         |                                                   |          |                                                                                        |
| 23 december Zuidoost-Azië Cup 2020 Halve finale «onderlinge duels» 20:30 uur (UTC+8) | Vietnam | 0 – 2                                             | Thailand | Nationaal Stadion, Kallang Toeschouwers: 7.355 Scheidsrechter: Saoud Ali Al-Adba (QAT) |
| 23 december Zuidoost-Azië Cup 2020 Halve finale «onderlinge duels» 20:30 uur (UTC+8) |         | 14' Chanathip Songkrasin 23' Chanathip Songkrasin |          | Nationaal Stadion, Kallang Toeschouwers: 7.355 Scheidsrechter: Saoud Ali Al-Adba (QAT) |

|                                                                                      |          |       |         |                                                                                           |
| 26 december Zuidoost-Azië Cup 2020 Halve finale «onderlinge duels» 20:30 uur (UTC+8) | Thailand | 0 – 0 | Vietnam | Nationaal Stadion, Kallang Toeschouwers: 8.121 Scheidsrechter: Ahmad Yacoub Ibrahim (JOR) |
| 26 december Zuidoost-Azië Cup 2020 Halve finale «onderlinge duels» 20:30 uur (UTC+8) |          |       |         | Nationaal Stadion, Kallang Toeschouwers: 8.121 Scheidsrechter: Ahmad Yacoub Ibrahim (JOR) |

|  |  |  |  |  |  |  |  |  |

### 2022
|                                                                                   |                                                                       |       |         |                                                                                                  |
| 27 januari WK 2022 kwalificatie Derde ronde «onderlinge duels» 20:10 uur (UTC+11) | Australië                                                             | 4 – 0 | Vietnam | Melbourne Rectangular Stadium, Melbourne Toeschouwers: 27.740 Scheidsrechter: Ko Hyung-jin (KOR) |
| 27 januari WK 2022 kwalificatie Derde ronde «onderlinge duels» 20:10 uur (UTC+11) | Jamie Maclaren 30' Tom Rogić 45+2' Craig Goodwin 72' Riley McGree 76' |       |         | Melbourne Rectangular Stadium, Melbourne Toeschouwers: 27.740 Scheidsrechter: Ko Hyung-jin (KOR) |

|                                                                                  |                                                     |       |              |                                                                                            |
| 1 februari WK 2022 kwalificatie Derde ronde «onderlinge duels» 19:00 uur (UTC+7) | Vietnam                                             | 3 – 1 | China        | Mỹ Đình Nationaal Stadion, Hanoi Toeschouwers: 6.099 Scheidsrechter: Nawaf Shukralla (BHR) |
| 1 februari WK 2022 kwalificatie Derde ronde «onderlinge duels» 19:00 uur (UTC+7) | Hồ Tấn Tài 9' Nguyễn Tiến Linh 16' Phan Văn Đức 76' |       | 90+7' Xu Xin | Mỹ Đình Nationaal Stadion, Hanoi Toeschouwers: 6.099 Scheidsrechter: Nawaf Shukralla (BHR) |

|                                                                                |         |                     |      |                                                                                         |
| 24 maart WK 2022 kwalificatie Derde ronde «onderlinge duels» 19:00 uur (UTC+7) | Vietnam | 0 – 1               | Oman | Mỹ Đình Nationaal Stadion, Hanoi Toeschouwers: 6.923 Scheidsrechter: Hanna Hattab (SYR) |
| 24 maart WK 2022 kwalificatie Derde ronde «onderlinge duels» 19:00 uur (UTC+7) |         | 65' Khalid Al-Hajri |      | Mỹ Đình Nationaal Stadion, Hanoi Toeschouwers: 6.923 Scheidsrechter: Hanna Hattab (SYR) |

|                                                                                |                  |       |                       |                                                                                    |
| 29 maart WK 2022 kwalificatie Derde ronde «onderlinge duels» 19:35 uur (UTC+9) | Japan            | 1 – 1 | Vietnam               | Saitamastadion, Saitama Toeschouwers: 44.600 Scheidsrechter: Ilgiz Tantasjev (UZB) |
| 29 maart WK 2022 kwalificatie Derde ronde «onderlinge duels» 19:35 uur (UTC+9) | Maya Yoshida 55' |       | 19' Nguyễn Thanh Bình | Saitamastadion, Saitama Toeschouwers: 44.600 Scheidsrechter: Ilgiz Tantasjev (UZB) |

|                                                               |                                     |       |             |                                                                                           |
| 1 juni Vriendschappelijk «onderlinge duels» 19:00 uur (UTC+7) | Vietnam                             | 2 – 0 | Afghanistan | Thống Nhấtstadion, Ho Chi Minhstad Toeschouwers: 16.500 Scheidsrechter: Ngô Duy Lân (VIE) |
| 1 juni Vriendschappelijk «onderlinge duels» 19:00 uur (UTC+7) | Phạm Tuấn Hải 33' Phạm Tuấn Hải 88' |       |             | Thống Nhấtstadion, Ho Chi Minhstad Toeschouwers: 16.500 Scheidsrechter: Ngô Duy Lân (VIE) |

|                                                                     |                                                                               |       |           |                                                                            |
| 21 september Vriendschappelijk «onderlinge duels» 19:00 uur (UTC+7) | Vietnam                                                                       | 4 – 0 | Singapore | Thống Nhấtstadion, Ho Chi Minhstad Scheidsrechter: Clifford Daypuyat (PHI) |
| 21 september Vriendschappelijk «onderlinge duels» 19:00 uur (UTC+7) | Nguyễn Văn Quyết 37' Nguyễn Thanh Nhân 50' Hồ Tấn Tài 71' Khuất Văn Khang 84' |       |           | Thống Nhấtstadion, Ho Chi Minhstad Scheidsrechter: Clifford Daypuyat (PHI) |

|                                                                     |                                                           |       |       |                                                                            |
| 27 september Vriendschappelijk «onderlinge duels» 19:00 uur (UTC+7) | Vietnam                                                   | 3 – 0 | India | Thống Nhấtstadion, Ho Chi Minhstad Scheidsrechter: Clifford Daypuyat (PHI) |
| 27 september Vriendschappelijk «onderlinge duels» 19:00 uur (UTC+7) | Phan Văn Đức 10' Nguyễn Văn Toàn 49' Nguyễn Văn Quyết 70' |       |       | Thống Nhấtstadion, Ho Chi Minhstad Scheidsrechter: Clifford Daypuyat (PHI) |

|                                                                    |                        |       |            |                                                             |
| 14 december Vriendschappelijk «onderlinge duels» 18:00 uur (UTC+7) | Vietnam                | 1 – 0 | Filipijnen | Hàng Đẫystadion, Hanoi Scheidsrechter: Wiwat Jumpaoon (THA) |
| 14 december Vriendschappelijk «onderlinge duels» 18:00 uur (UTC+7) | Nguyễn Văn Quyết 90+2' |       |            | Hàng Đẫystadion, Hanoi Scheidsrechter: Wiwat Jumpaoon (THA) |

| Zuidoost-Aziatisch kampioenschap voetbal 2022 |
| --------------------------------------------- |

|                                                                                 |      | |         | |
| 21 december Zuidoost-Azië Cup 2022 Groep B «onderlinge duels» 19:30 uur (UTC+7) | Laos | 0 – 6 | Vietnam | Nieuw Nationaal Stadion Laos, Vientiane Toeschouwers: 10.240 Scheidsrechter: Hiroki Kasahara (JPN) |
| 21 december Zuidoost-Azië Cup 2022 Groep B «onderlinge duels» 19:30 uur (UTC+7) |      | 15' Nguyễn Tiến Linh 43' Đỗ Hùng Dũng 55' Hồ Tấn Tài 58' Đoàn Văn Hậu 82' Nguyễn Văn Toàn 90+1' Vũ Văn Thanh |         | Nieuw Nationaal Stadion Laos, Vientiane Toeschouwers: 10.240 Scheidsrechter: Hiroki Kasahara (JPN) |

|                                                                                 |                                                                   |       |          |                                                                                        |
| 27 december Zuidoost-Azië Cup 2022 Groep B «onderlinge duels» 19:30 uur (UTC+7) | Vietnam                                                           | 3 – 0 | Maleisië | Mỹ Đình Nationaal Stadion, Hanoi Toeschouwers: 17.545 Scheidsrechter: Ryuji Sato (JPN) |
| 27 december Zuidoost-Azië Cup 2022 Groep B «onderlinge duels» 19:30 uur (UTC+7) | Nguyễn Tiến Linh 28' Quế Ngọc Hải 64' (pen.) Nguyễn Hoàng Đức 83' |       |          | Mỹ Đình Nationaal Stadion, Hanoi Toeschouwers: 17.545 Scheidsrechter: Ryuji Sato (JPN) |

|                                                                                 |           |       |         |                                                                                       |
| 30 december Zuidoost-Azië Cup 2022 Groep B «onderlinge duels» 20:30 uur (UTC+8) | Singapore | 0 – 0 | Vietnam | Jalan Besarstadion, Kallang Toeschouwers: 5.434 Scheidsrechter: Hiroki Kasahara (JPN) |
| 30 december Zuidoost-Azië Cup 2022 Groep B «onderlinge duels» 20:30 uur (UTC+8) |           |       |         | Jalan Besarstadion, Kallang Toeschouwers: 5.434 Scheidsrechter: Hiroki Kasahara (JPN) |

### 2023
|                                                                               |                                                                  |       |         |                                                                                           |
| 3 januari Zuidoost-Azië Cup 2022 Groep B «onderlinge duels» 19:30 uur (UTC+7) | Vietnam                                                          | 3 – 0 | Myanmar | Mỹ Đình Nationaal Stadion, Hanoi Toeschouwers: 11.575 Scheidsrechter: Choi Hyun-jai (KOR) |
| 3 januari Zuidoost-Azië Cup 2022 Groep B «onderlinge duels» 19:30 uur (UTC+7) | Kyaw Zin Lwin 8' (e.d.) Nguyễn Tiến Linh 27' Châu Ngọc Quang 72' |       |         | Mỹ Đình Nationaal Stadion, Hanoi Toeschouwers: 11.575 Scheidsrechter: Choi Hyun-jai (KOR) |

|                                                                                    |           |       |         |                                                                                       |
| 6 januari Zuidoost-Azië Cup 2022 Halve finale «onderlinge duels» 16:30 uur (UTC+7) | Indonesië | 0 – 0 | Vietnam | Bung Karnostadion, Jakarta Toeschouwers: 49.595 Scheidsrechter: Omar Al-Yaqoubi (OMA) |
| 6 januari Zuidoost-Azië Cup 2022 Halve finale «onderlinge duels» 16:30 uur (UTC+7) |           |       |         | Bung Karnostadion, Jakarta Toeschouwers: 49.595 Scheidsrechter: Omar Al-Yaqoubi (OMA) |

|                                                                                    |                                          |       |           |                                                                                          |
| 9 januari Zuidoost-Azië Cup 2022 Halve finale «onderlinge duels» 19:30 uur (UTC+7) | Vietnam                                  | 2 – 0 | Indonesië | Mỹ Đình Nationaal Stadion, Hanoi Toeschouwers: 23.989 Scheidsrechter: Yusuke Araki (JPN) |
| 9 januari Zuidoost-Azië Cup 2022 Halve finale «onderlinge duels» 19:30 uur (UTC+7) | Nguyễn Tiến Linh 3' Nguyễn Tiến Linh 47' |       |           | Mỹ Đình Nationaal Stadion, Hanoi Toeschouwers: 23.989 Scheidsrechter: Yusuke Araki (JPN) |

|                                                                               |                                       |       |                                        |                                                                                          |
| 13 januari Zuidoost-Azië Cup 2022 Finale «onderlinge duels» 19:30 uur (UTC+7) | Vietnam                               | 2 – 2 | Thailand                               | Mỹ Đình Nationaal Stadion, Hanoi Toeschouwers: 38.539 Scheidsrechter: Ko Hyung-jin (KOR) |
| 13 januari Zuidoost-Azië Cup 2022 Finale «onderlinge duels» 19:30 uur (UTC+7) | Nguyễn Tiến Linh 24' Vũ Văn Thanh 88' |       | 48' Poramet Arjvirai 63' Sarach Yooyen | Mỹ Đình Nationaal Stadion, Hanoi Toeschouwers: 38.539 Scheidsrechter: Ko Hyung-jin (KOR) |

|                                                                               |                          |       |         |                                                                                       |
| 16 januari Zuidoost-Azië Cup 2022 Finale «onderlinge duels» 19:30 uur (UTC+7) | Thailand                 | 1 – 0 | Vietnam | Thammasatstadion, Pathum Thani Toeschouwers: 19.306 Scheidsrechter: Jumpei Iida (JPN) |
| 16 januari Zuidoost-Azië Cup 2022 Finale «onderlinge duels» 19:30 uur (UTC+7) | Theerathon Bunmathan 24' |       |         | Thammasatstadion, Pathum Thani Toeschouwers: 19.306 Scheidsrechter: Jumpei Iida (JPN) |

|  |  |  |  |  |  |  |  |  |

|                                                                |                         |       |          |                                                                                       |
| 15 juni Vriendschappelijk «onderlinge duels» 19:30 uur (UTC+7) | Vietnam                 | 1 – 0 | Hongkong | Lạch Traystadion, Hải Phòng Toeschouwers: 20.000 Scheidsrechter: Suhaizi Shukri (MAS) |
| 15 juni Vriendschappelijk «onderlinge duels» 19:30 uur (UTC+7) | Quế Ngọc Hải 32' (pen.) |       |          | Lạch Traystadion, Hải Phòng Toeschouwers: 20.000 Scheidsrechter: Suhaizi Shukri (MAS) |

|                                                                |                   |       |       |                                                                |
| 20 juni Vriendschappelijk «onderlinge duels» 19:30 uur (UTC+7) | Vietnam           | 1 – 0 | Syrië | Thiên Trườngstadion, Nam Định Scheidsrechter: Tuan Yasin (MAS) |
| 20 juni Vriendschappelijk «onderlinge duels» 19:30 uur (UTC+7) | Phạm Tuấn Hải 49' |       |       | Thiên Trườngstadion, Nam Định Scheidsrechter: Tuan Yasin (MAS) |

|                                                                     |                                          |       |           |                                                                   |
| 11 september Vriendschappelijk «onderlinge duels» 19:30 uur (UTC+7) | Vietnam                                  | 2 – 0 | Palestina | Thiên Trườngstadion, Nam Định Scheidsrechter: Muhammad Taqi (SIN) |
| 11 september Vriendschappelijk «onderlinge duels» 19:30 uur (UTC+7) | Nguyễn Công Phượng 61' Phạm Tuấn Hải 78' |       |           | Thiên Trườngstadion, Nam Định Scheidsrechter: Muhammad Taqi (SIN) |

|                                                                   |                               |       |         |                                                                                              |
| 10 oktober Vriendschappelijk «onderlinge duels» 19:35 uur (UTC+8) | China                         | 2 – 0 | Vietnam | Dalian Sports Centre Stadium, Dalian Toeschouwers: 9.219 Scheidsrechter: Woo Chun Sing (HKG) |
| 10 oktober Vriendschappelijk «onderlinge duels» 19:35 uur (UTC+8) | Wang Qiuming 56' Wu Lei 90+8' |       |         | Dalian Sports Centre Stadium, Dalian Toeschouwers: 9.219 Scheidsrechter: Woo Chun Sing (HKG) |

|                                                                   |         |                                             |             |                                                                                      |
| 13 oktober Vriendschappelijk «onderlinge duels» 19:35 uur (UTC+8) | Vietnam | 0 – 2                                       | Oezbekistan | Dalian Sports Centre Stadium, Dalian Toeschouwers: 0 Scheidsrechter: Zhang Lei (CHN) |
| 13 oktober Vriendschappelijk «onderlinge duels» 19:35 uur (UTC+8) |         | 27' Oston Oeroenov 66' Hoesniddin Aliqoelov |             | Dalian Sports Centre Stadium, Dalian Toeschouwers: 0 Scheidsrechter: Zhang Lei (CHN) |

|                                                                   | |       |         |                                                                                              |
| 17 oktober Vriendschappelijk «onderlinge duels» 20:00 uur (UTC+9) | Zuid-Korea | 6 – 0 | Vietnam | Suwon World Cupstadion, Suwon Toeschouwers: 42.175 Scheidsrechter: Amirul Izwan Yaacob (MAS) |
| 17 oktober Vriendschappelijk «onderlinge duels» 20:00 uur (UTC+9) | Kim Min-jae 5' Hwang Hee-chan 27' Võ Minh Trọng 50' (e.d.) Son Heung-min 61' Lee Kang-in 70' Jeong Woo-yeong 86' |       |         | Suwon World Cupstadion, Suwon Toeschouwers: 42.175 Scheidsrechter: Amirul Izwan Yaacob (MAS) |

|                                                                                    |            |                                           |         |                                                                                                |
| 16 november WK 2026 kwalificatie Tweede ronde «onderlinge duels» 19:00 uur (UTC+8) | Filipijnen | 0 – 2                                     | Vietnam | Rizal Memorial Stadium, Manilla Toeschouwers: 10.378 Scheidsrechter: Roestam Loetfoellin (UZB) |
| 16 november WK 2026 kwalificatie Tweede ronde «onderlinge duels» 19:00 uur (UTC+8) |            | 16' Nguyễn Văn Toàn 90+4' Nguyễn Đình Bắc |         | Rizal Memorial Stadium, Manilla Toeschouwers: 10.378 Scheidsrechter: Roestam Loetfoellin (UZB) |

|                                                                                    |         |                   |      |                                                                                              |
| 21 november WK 2026 kwalificatie Tweede ronde «onderlinge duels» 19:00 uur (UTC+7) | Vietnam | 0 – 1             | Irak | Mỹ Đình Nationaal Stadion, Hanoi Toeschouwers: 20.568 Scheidsrechter: Abdulla Al-Marri (QAT) |
| 21 november WK 2026 kwalificatie Tweede ronde «onderlinge duels» 19:00 uur (UTC+7) |         | 90+7' Mohanad Ali |      | Mỹ Đình Nationaal Stadion, Hanoi Toeschouwers: 20.568 Scheidsrechter: Abdulla Al-Marri (QAT) |

### 2024
|                                                                  |                                 |       |                     |                                                                                      |
| 9 januari Vriendschappelijk «onderlinge duels» 16:00 uur (UTC+3) | Kirgizië                        | 2 – 1 | Vietnam             | Al Egla Trainingscentrum, Doha Toeschouwers: 0 Scheidsrechter: Nasser Al Sawan (QAT) |
| 9 januari Vriendschappelijk «onderlinge duels» 16:00 uur (UTC+3) | Joel Kojo 31' Ajzar Akmatov 75' |       | 63' Trương Tiến Anh | Al Egla Trainingscentrum, Doha Toeschouwers: 0 Scheidsrechter: Nasser Al Sawan (QAT) |

| Aziatisch kampioenschap voetbal 2023 |
| ------------------------------------ |

|                                                                       |                                                                             |       |                                       | |
| 14 januari Azië Cup 2023 Groep D «onderlinge duels» 14:30 uur (UTC+3) | Japan                                                                       | 4 – 2 | Vietnam                               | Al Thumamastadion, Doha Toeschouwers: 17.385 Scheidsrechter: Kim Jong-hyeok (KOR) Video-assistent: Kim Hee-gon (KOR) |
| 14 januari Azië Cup 2023 Groep D «onderlinge duels» 14:30 uur (UTC+3) | Takumi Minamino 11' Takumi Minamino 45' Keito Nakamura 45+5' Ayase Ueda 85' |       | 16' Nguyễn Đình Bắc 33' Phạm Tuấn Hải | Al Thumamastadion, Doha Toeschouwers: 17.385 Scheidsrechter: Kim Jong-hyeok (KOR) Video-assistent: Kim Hee-gon (KOR) |

|                                                                       |         |                              |           | |
| 19 januari Azië Cup 2023 Groep D «onderlinge duels» 17:30 uur (UTC+3) | Vietnam | 0 – 1                        | Indonesië | Abdullah bin Khalifastadion, Doha Toeschouwers: 7.253 Scheidsrechter: Sadullo Gulmurodi (TJK) Video-assistent: Sivakorn Pu-udom (THA) |
| 19 januari Azië Cup 2023 Groep D «onderlinge duels» 17:30 uur (UTC+3) |         | 42' (pen.) Asnawi Mangkualam |           | Abdullah bin Khalifastadion, Doha Toeschouwers: 7.253 Scheidsrechter: Sadullo Gulmurodi (TJK) Video-assistent: Sivakorn Pu-udom (THA) |

|                                                                       |                                                                |       |                                               | |
| 24 januari Azië Cup 2023 Groep D «onderlinge duels» 14:30 uur (UTC+3) | Irak                                                           | 3 – 2 | Vietnam                                       | Jassim Bin Hamadstadion, Doha Toeschouwers: 8.932 Scheidsrechter: Nazmi Nasaruddin (MAS) Video-assistent: Fu Ming (CHN) |
| 24 januari Azië Cup 2023 Groep D «onderlinge duels» 14:30 uur (UTC+3) | Rebin Sulaka 47' Aymen Hussein 73' Aymen Hussein 90+12' (pen.) |       | 42' Bùi Hoàng Việt Anh 90+1' Nguyễn Quang Hải | Jassim Bin Hamadstadion, Doha Toeschouwers: 8.932 Scheidsrechter: Nazmi Nasaruddin (MAS) Video-assistent: Fu Ming (CHN) |

|  |  |  |  |  |  |  |  |  |

|                                                                                 |                       |       |         |                                                                                     |
| 21 maart WK 2026 kwalificatie Tweede ronde «onderlinge duels» 20:30 uur (UTC+7) | Indonesië             | 1 – 0 | Vietnam | Bung Karnostadion, Jakarta Toeschouwers: 57.696 Scheidsrechter: Salman Falahi (QAT) |
| 21 maart WK 2026 kwalificatie Tweede ronde «onderlinge duels» 20:30 uur (UTC+7) | Egy Maulana Vikri 52' |       |         | Bung Karnostadion, Jakarta Toeschouwers: 57.696 Scheidsrechter: Salman Falahi (QAT) |

|                                                                                 |         |                                                            |           |                                                                                             |
| 26 maart WK 2026 kwalificatie Tweede ronde «onderlinge duels» 19:00 uur (UTC+7) | Vietnam | 0 – 3                                                      | Indonesië | Mỹ Đình Nationaal Stadion, Hanoi Toeschouwers: 27.832 Scheidsrechter: Alireza Faghani (AUS) |
| 26 maart WK 2026 kwalificatie Tweede ronde «onderlinge duels» 19:00 uur (UTC+7) |         | 9' Jay Idzes 23' Ragnar Oratmangoen 90+8' Ramadhan Sananta |           | Mỹ Đình Nationaal Stadion, Hanoi Toeschouwers: 27.832 Scheidsrechter: Alireza Faghani (AUS) |

|                                                                               |                                                               |       |                                        |                                                                                          |
| 6 juni WK 2026 kwalificatie Tweede ronde «onderlinge duels» 19:00 uur (UTC+7) | Vietnam                                                       | 3 – 2 | Filipijnen                             | Mỹ Đình Nationaal Stadion, Hanoi Toeschouwers: 11.568 Scheidsrechter: Hanna Hattab (SYR) |
| 6 juni WK 2026 kwalificatie Tweede ronde «onderlinge duels» 19:00 uur (UTC+7) | Nguyễn Tiến Linh 65' Nguyễn Tiến Linh 76' Phạm Tuấn Hải 90+5' |       | 62' Patrick Reichelt 89' Kevin Ingreso | Mỹ Đình Nationaal Stadion, Hanoi Toeschouwers: 11.568 Scheidsrechter: Hanna Hattab (SYR) |

|                                                                                |                                                   |       |                   |                                                                                            |
| 11 juni WK 2026 kwalificatie Tweede ronde «onderlinge duels» 21:00 uur (UTC+3) | Irak                                              | 3 – 1 | Vietnam           | Basra Internationaal Stadion, Basra Toeschouwers: 42.791 Scheidsrechter: Omar Al-Ali (VAE) |
| 11 juni WK 2026 kwalificatie Tweede ronde «onderlinge duels» 21:00 uur (UTC+3) | Hussein Ali 12' Ali Jasim 71' Aymen Hussein 90+2' |       | 84' Phạm Tuấn Hải | Basra Internationaal Stadion, Basra Toeschouwers: 42.791 Scheidsrechter: Omar Al-Ali (VAE) |

|                                                                    |         |                                                                   |         |                                                                                          |
| 5 september Vriendschappelijk «onderlinge duels» 20:00 uur (UTC+7) | Vietnam | 0 – 3                                                             | Rusland | Mỹ Đình Nationaal Stadion, Hanoi Toeschouwers: 5.315 Scheidsrechter: Yusri Mohamad (MAS) |
| 5 september Vriendschappelijk «onderlinge duels» 20:00 uur (UTC+7) |         | 24' Daler Koezjajev 62' (e.d.) Vũ Văn Thanh 77' Tamerlan Moesajev |         | Mỹ Đình Nationaal Stadion, Hanoi Toeschouwers: 5.315 Scheidsrechter: Yusri Mohamad (MAS) |

|                                                                     |                      |       |                                            |                                                                                           |
| 10 september Vriendschappelijk «onderlinge duels» 20:00 uur (UTC+7) | Vietnam              | 1 – 2 | Thailand                                   | Mỹ Đình Nationaal Stadion, Hanoi Toeschouwers: 3.462 Scheidsrechter: Suhaizi Shukri (MAS) |
| 10 september Vriendschappelijk «onderlinge duels» 20:00 uur (UTC+7) | Nguyễn Tiến Linh 21' |       | 26' Suphanat Mueanta 40' Patrik Gustavsson | Mỹ Đình Nationaal Stadion, Hanoi Toeschouwers: 3.462 Scheidsrechter: Suhaizi Shukri (MAS) |

|                                                                   |                |       |                      |                                                                                       |
| 12 oktober Vriendschappelijk «onderlinge duels» 18:00 uur (UTC+7) | Vietnam        | 1 – 1 | India                | Thiên Trườngstadion, Nam Định Toeschouwers: 8.239 Scheidsrechter: Choi Hyun-jai (KOR) |
| 12 oktober Vriendschappelijk «onderlinge duels» 18:00 uur (UTC+7) | Bùi Vĩ Hào 38' |       | 53' Farukh Choudhary | Thiên Trườngstadion, Nam Định Toeschouwers: 8.239 Scheidsrechter: Choi Hyun-jai (KOR) |

|                                                                   |         |             |         |                               |
| 15 oktober Vriendschappelijk «onderlinge duels» 20:00 uur (UTC+7) | Vietnam | Geannuleerd | Libanon | Thiên Trườngstadion, Nam Định |
| 15 oktober Vriendschappelijk «onderlinge duels» 20:00 uur (UTC+7) |         |             |         | Thiên Trườngstadion, Nam Định |

| Zuidoost-Aziatisch kampioenschap voetbal 2024 |
| --------------------------------------------- |

|                                                                                |                                   |       |                                                                                |                                                                                                 |
| 9 december Zuidoost-Azië Cup 2024 Groep B «onderlinge duels» 20:00 uur (UTC+7) | Laos                              | 1 – 4 | Vietnam                                                                        | Nieuw Nationaal Stadion Laos, Vientiane Toeschouwers: 10.685 Scheidsrechter: Ko Hyung-jin (KOR) |
| 9 december Zuidoost-Azië Cup 2024 Groep B «onderlinge duels» 20:00 uur (UTC+7) | Bounphachan Bounkong 90+5' (pen.) |       | 58' Nguyễn Hai Long 63' Nguyễn Tiến Linh 69' Nguyễn Văn Toàn 82' Nguyễn Văn Vĩ | Nieuw Nationaal Stadion Laos, Vientiane Toeschouwers: 10.685 Scheidsrechter: Ko Hyung-jin (KOR) |

|                                                                                 |                      |       |           |                                                                                                |
| 15 december Zuidoost-Azië Cup 2024 Groep B «onderlinge duels» 20:00 uur (UTC+7) | Vietnam              | 1 – 0 | Indonesië | Việt Trìstadion, Việt Trì Toeschouwers: 16.669 Scheidsrechter: Abdullah Dhafer Al-Shehri (KSA) |
| 15 december Zuidoost-Azië Cup 2024 Groep B «onderlinge duels» 20:00 uur (UTC+7) | Nguyễn Quang Hải 77' |       |           | Việt Trìstadion, Việt Trì Toeschouwers: 16.669 Scheidsrechter: Abdullah Dhafer Al-Shehri (KSA) |

|                                                                                 |                   |       |                     |                                                                                                   |
| 18 december Zuidoost-Azië Cup 2024 Groep B «onderlinge duels» 21:00 uur (UTC+8) | Filipijnen        | 1 – 1 | Vietnam             | Rizal Memorial Stadium, Manilla Toeschouwers: 3.346 Scheidsrechter: Akobirxuja Shukurullaev (UZB) |
| 18 december Zuidoost-Azië Cup 2024 Groep B «onderlinge duels» 21:00 uur (UTC+8) | Jarvey Gayoso 68' |       | 90+7' Doãn Ngọc Tân | Rizal Memorial Stadium, Manilla Toeschouwers: 3.346 Scheidsrechter: Akobirxuja Shukurullaev (UZB) |

|                                                                                 |                                                                                    |       |         |                                                                                    |
| 21 december Zuidoost-Azië Cup 2024 Groep B «onderlinge duels» 20:00 uur (UTC+7) | Vietnam                                                                            | 5 – 0 | Myanmar | Việt Trìstadion, Việt Trì Toeschouwers: 16.869 Scheidsrechter: Koki Nagamine (JPN) |
| 21 december Zuidoost-Azië Cup 2024 Groep B «onderlinge duels» 20:00 uur (UTC+7) | Bùi Vĩ Hào 48' Rafaelson 55' Nguyễn Quang Hải Rafaelson 90' Nguyễn Tiến Linh 90+2' |       |         | Việt Trìstadion, Việt Trì Toeschouwers: 16.869 Scheidsrechter: Koki Nagamine (JPN) |

|                                                                                      |           |                                                 |         |                                                                                    |
| 26 december Zuidoost-Azië Cup 2024 Halve finale «onderlinge duels» 21:00 uur (UTC+8) | Singapore | 0 – 2                                           | Vietnam | Jalan Besarstadion, Kallang Toeschouwers: 5.233 Scheidsrechter: Kim Woo-sung (KOR) |
| 26 december Zuidoost-Azië Cup 2024 Halve finale «onderlinge duels» 21:00 uur (UTC+8) |           | 90+11' (pen.) Nguyễn Tiến Linh 90+14' Rafaelson |         | Jalan Besarstadion, Kallang Toeschouwers: 5.233 Scheidsrechter: Kim Woo-sung (KOR) |

|                                                                                      |                                                                    |       |                    |                                                                                          |
| 29 december Zuidoost-Azië Cup 2024 Halve finale «onderlinge duels» 20:00 uur (UTC+7) | Vietnam                                                            | 3 – 1 | Singapore          | Việt Trìstadion, Việt Trì Toeschouwers: 15.583 Scheidsrechter: Roestam Loetfoellin (UZB) |
| 29 december Zuidoost-Azië Cup 2024 Halve finale «onderlinge duels» 20:00 uur (UTC+7) | Rafaelson 45+1' (pen.) Rafaelson 63' Nguyễn Tiến Linh 90+3' (pen.) |       | 74' Kyoga Nakamura | Việt Trìstadion, Việt Trì Toeschouwers: 15.583 Scheidsrechter: Roestam Loetfoellin (UZB) |

### 2025
|                                                                              |                             |       |                       |                                                                                    |
| 2 januari Zuidoost-Azië Cup 2024 Finale «onderlinge duels» 20:00 uur (UTC+7) | Vietnam                     | 2 – 1 | Thailand              | Việt Trìstadion, Việt Trì Toeschouwers: 15.604 Scheidsrechter: Salman Falahi (QAT) |
| 2 januari Zuidoost-Azië Cup 2024 Finale «onderlinge duels» 20:00 uur (UTC+7) | Rafaelson 59' Rafaelson 73' |       | 83' Chalermsak Aukkee | Việt Trìstadion, Việt Trì Toeschouwers: 15.604 Scheidsrechter: Salman Falahi (QAT) |

|                                                                              |                                     |       |                                                                    |                                                                                     |
| 5 januari Zuidoost-Azië Cup 2024 Finale «onderlinge duels» 20:00 uur (UTC+7) | Thailand                            | 2 – 3 | Vietnam                                                            | Rajamangalastadion, Bangkok Toeschouwers: 46.982 Scheidsrechter: Ko Hyung-jin (KOR) |
| 5 januari Zuidoost-Azië Cup 2024 Finale «onderlinge duels» 20:00 uur (UTC+7) | Ben Davis 28' Supachok Sarachat 64' |       | 8' Phạm Tuấn Hải 82' (e.d.) Pansa Hemviboon 90+20' Nguyễn Hai Long | Rajamangalastadion, Bangkok Toeschouwers: 46.982 Scheidsrechter: Ko Hyung-jin (KOR) |

|  |  |  |  |  |  |  |  |  |

|                                                                 |                                       |       |                 |                                                               |
| 19 maart Vriendschappelijk «onderlinge duels» 19:30 uur (UTC+7) | Vietnam                               | 2 – 1 | Cambodja        | Gò Đậustadion, Thủ Dầu Một Scheidsrechter: Tam Ping Wun (HKG) |
| 19 maart Vriendschappelijk «onderlinge duels» 19:30 uur (UTC+7) | Nguyễn Hai Long 26' Nguyễn Văn Vĩ 35' |       | 64' Bong Samuel | Gò Đậustadion, Thủ Dầu Một Scheidsrechter: Tam Ping Wun (HKG) |

|                                                                                |                                                                                                  |       |      |                                                                                     |
| 25 maart AK 2027 kwalificatie Derde ronde «onderlinge duels» 19:30 uur (UTC+7) | Vietnam                                                                                          | 5 – 0 | Laos | Gò Đậustadion, Thủ Dầu Một Toeschouwers: 11.068 Scheidsrechter: Yahya Almulla (VAE) |
| 25 maart AK 2027 kwalificatie Derde ronde «onderlinge duels» 19:30 uur (UTC+7) | Châu Ngọc Quang 11' Nguyễn Văn Vĩ 44' Nguyễn Văn Vĩ 50' Nguyễn Hai Long 63' Nguyễn Quang Hải 84' |       |      | Gò Đậustadion, Thủ Dầu Một Toeschouwers: 11.068 Scheidsrechter: Yahya Almulla (VAE) |

|                                                                               |          |   |         |                                                                    |
| 10 juni AK 2027 kwalificatie Derde ronde «onderlinge duels» 21:00 uur (UTC+8) | Maleisië | – | Vietnam | Bukit Jalil Nationaal Stadion, Kuala Lumpur Scheidsrechter: n.n.b. |
| 10 juni AK 2027 kwalificatie Derde ronde «onderlinge duels» 21:00 uur (UTC+8) |          |   |         | Bukit Jalil Nationaal Stadion, Kuala Lumpur Scheidsrechter: n.n.b. |

|                                                                              |         |   |       |                                                   |
| 9 oktober AK 2027 kwalificatie Derde ronde «onderlinge duels» n.n.b. (UTC+7) | Vietnam | – | Nepal | Gò Đậustadion, Thủ Dầu Một Scheidsrechter: n.n.b. |
| 9 oktober AK 2027 kwalificatie Derde ronde «onderlinge duels» n.n.b. (UTC+7) |         |   |       | Gò Đậustadion, Thủ Dầu Một Scheidsrechter: n.n.b. |

|                                                                                  |       |   |         |                                                             |
| 14 oktober AK 2027 kwalificatie Derde ronde «onderlinge duels» n.n.b. (UTC+5:45) | Nepal | – | Vietnam | Dasarath Rangasalastadion, Kathmandu Scheidsrechter: n.n.b. |
| 14 oktober AK 2027 kwalificatie Derde ronde «onderlinge duels» n.n.b. (UTC+5:45) |       |   |         | Dasarath Rangasalastadion, Kathmandu Scheidsrechter: n.n.b. |

|                                                                                |      |   |         |                                                                |
| 18 november AK 2027 kwalificatie Derde ronde «onderlinge duels» n.n.b. (UTC+7) | Laos | – | Vietnam | Nieuw Nationaal Stadion Laos, Vientiane Scheidsrechter: n.n.b. |
| 18 november AK 2027 kwalificatie Derde ronde «onderlinge duels» n.n.b. (UTC+7) |      |   |         | Nieuw Nationaal Stadion Laos, Vientiane Scheidsrechter: n.n.b. |

### 2026
|                                                                             |         |   |          |                               |
| 31 maart AK 2027 kwalificatie Derde ronde «onderlinge duels» n.n.b. (UTC+7) | Vietnam | – | Maleisië | n.n.b. Scheidsrechter: n.n.b. |
| 31 maart AK 2027 kwalificatie Derde ronde «onderlinge duels» n.n.b. (UTC+7) |         |   |          | n.n.b. Scheidsrechter: n.n.b. |

VFF · 
A-internationals · 
Vietnamees vrouwenelftal
1991 – 1999 ·
2000 – 2009 ·
2010 – 2019 ·
2020 − 2029
Afghanistan ·
Albanië ·
Australië ·
Bahrein · 
Bangladesh · 
Bosnië en Herzegovina · 
Cambodja · 
China · 
Curaçao ·
Estland · 
Filipijnen · 
Guam · 
Guinee ·
Hongkong · 
India · 
Indonesië · 
Irak ·
Iran · 
Jamaica · 
Japan ·
Jemen · 
Jordanië ·
Kazachstan · 
Kirgizië ·
Koeweit · 
Laos · 
Libanon · 
Macau · 
Malediven · 
Maleisië · 
Mongolië · 
Mozambique ·
Myanmar · 
Nepal · 
Noord-Korea ·
Oezbekistan · 
Oman · 
Palestina ·
Qatar ·
Rusland ·
Saoedi-Arabië · 
Singapore · 
Sri Lanka · 
Syrië · 
Tadzjikistan · 
Taiwan · 
Thailand · 
Turkmenistan · 
Verenigde Arabische Emiraten · 
Zimbabwe · 
Zuid-Korea
CONMEBOL: Argentinië · Bolivia · Brazilië · Chili · Colombia · Ecuador · Paraguay · Peru · Uruguay · Venezuela

UEFA: Albanië · Andorra · Armenië · Azerbeidzjan · België · Bosnië en Herzegovina · Bulgarije · Cyprus · Denemarken · Duitsland · Engeland · Estland · Faeröer · Finland · Frankrijk · Georgië · Gibraltar · Griekenland · Hongarije · IJsland · Ierland · Israël · Italië · Kazachstan · Kosovo · Kroatië · Letland · Liechtenstein · Litouwen · Luxemburg · Malta · Moldavië · Montenegro · Nederland · Noord-Ierland · Noord-Macedonië · Noorwegen · Oekraïne · Oostenrijk · Polen · Portugal · Roemenië · Rusland · San Marino · Schotland · Servië · Slovenië · Slowakije · Spanje · Tsjechië · Turkije · Wales · Wit-Rusland · Zweden · Zwitserland

AFC: Australië · China · Irak · Iran · Japan · Libanon · Oezbekistan · Oman · Qatar · Saoedi-Arabië · Syrië · Verenigde Arabische Emiraten · Vietnam · Zuid-Korea

CAF: Algerije · Burkina Faso · Congo-Kinshasa · Egypte · Ghana · Ivoorkust · Kaapverdië · Kameroen · Mali · Marokko · Nigeria · Senegal · Tunesië · Zuid-Afrika

CONCACAF: Canada · Costa Rica · Curaçao · El Salvador · Honduras · Jamaica · Mexico · Panama · Suriname · Verenigde Staten

OFC: Nieuw-Zeeland